# Rosalind Franklin
Rosalind Franklin   (Notting Hill, 25 de juliol de 1920 - Royal Marsden Hospital (Londres), 16 d'abril de 1958) fou una científica britànica que va tenir un paper destacat en la fita més gran del desenvolupament de la biologia molecular, el descobriment de l'estructura de l'ADN.
Rosalind Franklin es va doctorar en química física el 1945 per la Universitat de Cambridge. Va estudiar les tècniques de difracció de raigs X durant tres anys al Laboratori Central de Serveis Químics de l'Estat de París.
Va tornar a Anglaterra per treballar d'investigadora associada al laboratori de John Randall al King's College de Londres. Rosalind Franklin, una dona de forta personalitat, va mantenir aquí una relació complexa amb Maurice Wilkins, que va mostrar sense el seu consentiment les seves imatges de difracció de raigs X de l'ADN a James Watson i a Francis Crick. S'admet que cap altra inspiració fou tan forta com aquesta per la seva publicació, el 1953, de l'estructura de l'ADN.
Aquest descobriment no fou casual, sinó que Franklin va demostrar la seva habilitat per obtenir les millors imatges i per interpretar-les correctament en la investigació d'altres objectes, com l'estructura del grafit o la del virus del mosaic del tabac.
Franklin va morir prematurament, de càncer d'ovari, el 1958 a Londres, molt probablement per efecte de les repetides exposicions a les radiacions en el curs de les seves recerques.
Les condicions de treball que com a dona va haver de suportar a Cambridge i certes paraules despectives de James Watson fan aparèixer com un greuge la concessió del Premi Nobel de Fisiologia o Medicina a Watson, Crick i Wilkins el 1962, quan ja s'havia produït la seva defunció. Els seus companys, fins i tot Watson, famós per la mordacitat amb la qual es refereix als seus col·legues, van expressar repetits cops el seu respecte personal i intel·lectual per ella.

## Biografia
Franklin va néixer el 25 de juliol de 1920 al 50 de Chepstow Villas, Notting Hill, Londres, en una família jueva britànica. El pare de Franklin va ser Ellis Arthur Franklin (1894-1964), un banquer políticament liberal de Londres que va ensenyar al Col·legi d'Homes Treballadors de la ciutat, i la seva mare era Muriel Frances Waley (1894-1976). Rosalind era la filla gran i la segona filla de cinc fills. David (nascut el 1919) era el germà gran; Colin (1923-2020), Roland (nascut el 1926), i Jenifer (nascut el 1929) eren els seus germans petits.
L'oncle del pare de Franklin va ser Herbert Samuel (més tard vescomte Samuel), que va ser el secretari de l'Interior el 1916 i la primera jueva en exercici que va servir al Gabinet britànic. La seva tia, Helen Caroline Franklin, coneguda a la família com a Mamie, es va casar amb Norman de Mattos Bentwich, que era el fiscal general a càrrec Britànic de Palestina. Helena va ser activa en l'organització sindical i el moviment pel sufragi femení i més tard va ser membre del Consell del Comtat de Londres. L'oncle de Franklin, Hugh Franklin, va ser una altra figura prominent en el moviment sufragista, encara que les seves accions van avergonyir la família Franklin. El segon nom de Rosalind, «Elsie», era en memòria de la primera esposa d'Hug, que va morir en la pandèmia de grip de 1918. La seva família va participar activament en el Working Men's College, on el seu pare va ensenyar els temes de l'electricitat, el magnetisme i la història de la Gran Guerra a les tardes, i més tard es va convertir en el viceprincipal.
Els pares de Franklin van ajudar a establir refugiats jueus d'Europa que s'havien escapat dels nazis, especialment els del Kindertransport. Van portar dos nens jueus a casa seva, i un d'ells, un austríac de nou anys, Evi Eisenstdter, compartia l'habitació de Jenifer. El pare d'Evi, Hans Mathias Eisenstdter, havia estat empresonat a Buchenwald, i després de l'alliberament, la família va adoptar el cognom «Ellis».

## Educació
Des de la primera infància, Franklin va mostrar habilitats excepcionals a l'escola. Als sis anys, es va unir al seu germà Roland a la Norland Place School, una escola privada a Londres. En aquell moment, la seva tia Mamie (Helen Bentwich), la va descriure al seu marit: «Rosalind és alarmantment intel·ligent - ella passa tot el seu temps fent aritmètica per plaer, i sempre obté les seves sumes bé.» També va desenvolupar un interès inicial en el criquet i l'hoquei. A nou anys, va ingressar a l'internat Lindores School for Young Ladies a Sussex. L'escola era a prop del mar, i la família volia un bon ambient per a la seva delicada salut.
Tenia 11 anys quan va anar a l'Escola de Nenes de St. Paul a Hammersmith, a l'oest de Londres, una de les poques escoles de nenes a Londres que ensenyava física i química. A St Paul va destacar en ciència, llatí i esports. També va aprendre alemany, i es va fer fluent en francès, una llengua que més tard va trobar útil. Va encapçalar les seves classes i va guanyar premis anuals. La seva única debilitat educativa va ser en la música, per la qual el director de música de l'escola, el compositor Gustav Holst, va demanar una vegada a la seva mare que investigués si podia haver patit problemes d'audició o mamil·litis. Amb sis distincions, es va matricular el 1938, guanyant una beca per a la universitat de 30 lliures a l'any durant tres anys, i 5 lliures del seu avi. El seu pare li va demanar que donés la beca a un estudiant de refugiats que també la mereixia.

## Cambridge i Segona Guerra Mundial
Franklin va anar al Newham College de Cambridge el 1938 i va estudiar química al Tripos de Ciències Naturals. Allà va conèixer l'espectroscopista Bill Price, que va treballar amb ella com a demostrador de laboratori i que més tard es va convertir en un dels seus col·legues majors del King's College de Londres. El 1941 li van concedir honors de segona classe en els seus exàmens finals. La distinció es va acceptar com a títol de batxiller en qualificacions per a l'ocupació. Cambridge va començar a atorgar el títol de B.A. i llicenciats en màster a dones des de 1947, i les dones graduades anteriors les van rebre retroactivament. El seu darrer any a Cambridge, va conèixer una refugiada francesa Adrienne Weill, antiga alumna de Marie Curie, que va tenir una gran influència en la seva vida i carrera i la va ajudar a millorar el francès parlat.
Franklin va rebre una beca d'investigació al Newham College, amb la qual es va incorporar al laboratori de química física de la Universitat de Cambridge per treballar sota la direcció de Ronald George Wreyford Norrish, que posteriorment va guanyar el premi Nobel de química. Durant el seu any de treball allà, no va tenir massa èxit. Tal com va descriure el seu biògraf, Norrish era «obstinat i gairebé pervers en la discussió, prepotent i sensible a la crítica». No podia decidir per a ella sobre què treballar, i en aquell moment sucumbia a la beguda intensa. Franklin va escriure que la va fer menystenir-lo completament. Dimitint del laboratori de Norrish, va complir els requisits de la «National Service Acts» treballant com a ajudant de recerca a la «British Coal Utilization Research Association» (BCURA) el 1942. El BCURA estava situat a la finca de Coombe Springs, prop de Kingston upon Thames, prop del límit sud-oest de Londres. Norrish va actuar com a assessor de l'exèrcit a BCURA. John G. Bennett era el director. Marcello Pirani i Victor Goldschmidt, tots dos refugiats dels nazis, van ser consultors i van donar conferències a BCURA mentre Franklin hi treballava. Durant la seva investigació sobre BCURA, es va allotjar a la pensió d'Adrienne Weill a Cambridge fins que la seva cosina Irene Franklin va demanar que s'unís a ella en una casa del seu oncle desocupada a Putney. Amb Irene, es va oferir voluntària com a vigilant de l'atac aeri i feia patrulles regularment per veure el benestar de la gent durant els atacs aeris.
Va estudiar la porositat del carbó amb heli per determinar-ne la densitat. A través d'això, va descobrir la relació entre les constriccions fines en els porus dels carbons i la permeabilitat de l'espai porós. En concloure que les substàncies eren expulsades per ordre de mida molecular a mesura que augmentava la temperatura, va ajudar a classificar els carbons i a predir amb precisió el seu rendiment per a combustibles i per a la producció de dispositius de guerra, com ara màscares antigàs. Aquest treball va ser la base del seu doctorat. La química física dels col·loides orgànics sòlids amb especial referència al carbó per la qual la Universitat de Cambridge li va atorgar el doctorat el 1945. També va ser la base de diversos papers.

## Carrera i recerca
Franklin va passar tota la seva trajectòria laboral treballant a Londres i París.

### París
Amb el final de la Segona Guerra Mundial el 1945, Franklin va demanar ajuda a Adrienne Weill i per fer-li saber les oportunitats de feina per a «un químic físic que sap molt poca química física, però molt sobre els forats del carbó». En una conferència a la tardor de 1946, Weill li va presentar Marcel Mathieu, director del Centre national de la recherche scientifique (CNRS), la xarxa d'instituts que comprèn la major part dels laboratoris d'investigació científica amb el suport del govern francès. Això va conduir a la seva cita amb Jacques Mering al Laboratoire Central des Services Chimiques de l'État de París. Es va incorporar al labo (com esmentava el personal) de Mering el 14 de febrer de 1947 com un dels quinze investigadors.
Mering va ser un cristal·lògraf de raigs X que va aplicar la difracció de raigs X a l'estudi del raió i altres substàncies amorfes, en contrast amb els milers de cristalls regulars que s'havien estudiat amb aquest mètode durant molts anys. Li va ensenyar els aspectes pràctics de l'aplicació de la cristal·lografia de raigs X a substàncies amorfes. Això presentava nous reptes en la realització d'experiments i la interpretació de resultats. Franklin els va aplicar a altres problemes relacionats amb el carbó i altres materials carbonats, en particular els canvis en la disposició dels àtoms quan es converteixen en grafit. Va publicar diversos articles sobre aquest treball que s'ha convertit en part del corrent general de la física i la química del carbó i el carboni. Va encunyar els termes grafitització i no grafitització del carboni. El treball del carbó es va tractar en una monografia de 1993 i en el llibre de text publicat regularment Chemistry and Physics of Carbon. Mering va continuar l'estudi del carboni en diverses formes, utilitzant la difracció de raigs X i altres mètodes.

### King’s College London
El 1950, Franklin va rebre una beca Turner & Newall de tres anys per treballar al King's College de Londres. El gener de 1951 va començar a treballar com a investigadora associada a la Unitat de Biofísica del Medical Research Council (MRC), dirigida per John Randall. Va ser designada originalment per treballar en la difracció de raigs X de proteïnes i lípids en solució, però Randall va redirigir el seu treball a les fibres d'ADN a causa dels nous desenvolupaments en el camp, i havia de ser l'única investigadora experimentada amb difracció de King's en aquell moment. Randall va fer aquesta reassignació, fins i tot abans que Franklin comences a treballar a King's, a causa del treball pioner de l'investigador d'ADN Maurice Wilkins, i va reassignar Raymond Gosling, l'estudiant graduat que havia estat treballant amb Wilkins, per ser el seu ajudant.
Fins i tot amb equips bruts, Wilkins i Gosling havien obtingut una imatge de difracció excepcional de l'ADN que va suscitar un major interès per aquesta molècula. Des de maig de 1950 portaven a terme anàlisis de difracció de raigs X de l'ADN a la unitat, però Randall no els havia informat que havia demanat a Franklin que assumís tant la tasca de difracció d'ADN com la guia de la tesi de Gosling. La manca de comunicació de Randall sobre aquesta reassignació va contribuir significativament a la fricció ben documentada que es va desenvolupar entre Wilkins i Franklin.
Franklin, que ara treballa amb Gosling, va començar a aplicar la seva experiència en tècniques de difracció de raigs X a l'estructura de l'ADN. Va utilitzar un nou tub de raigs X de focus fi i una microcàmera ordenats per Wilkins, però que va refinar, ajustar i enfocar amb cura. Basant-se en els seus antecedents de química física, també va manipular hàbilment la hidratació crítica dels seus exemplars. Quan Wilkins va preguntar sobre aquesta tècnica millorada, va respondre en termes que ofenien a Wilkins, ja que Franklin tenia «un aire de superioritat freda».

Franklin va presentar les seves dades en una conferència el novembre de 1951, al King's College de Londres. En les seves notes de conferència, Franklin va escriure el següent:
"Els resultats suggereixen una estructura helïcoidal (que ha d'estar molt empaquetada) que contingui 2, 3 o 4 cadenes d'àcid nucleic coaxial per unitat helicoïdal i que tingui els grups fosfats propers a l'exterior”.
L'hàbit de Franklin de mirar intensament la gent als ulls de manera concisa, impacient i directa incomodava a molts dels seus col·legues. Per contra, Wilkins era molt tímid i calculava lentament mentre parlava, evitant mirar directament als ulls. Malgrat l'atmosfera intensa, Rosalind Franklin i Gosling van descobrir que hi havia dues formes d'ADN: a una humitat elevada (quan es mullava) la fibra d'ADN es feia llarga i prima; quan s’assecava es feia curta i grassa.
Franklin va anomenar aquestes dues formes «B» i «A» respectivament. (Les funcions biològiques de l'ADN-A es van descobrir només 60 anys després). A causa de l'intens conflicte de personalitat entre Franklin i Wilkins, Randall els va dividir el treball sobre l'ADN. Franklin va triar la forma «A» rica en dades, mentre que Wilkins va seleccionar la forma «B» perquè, segons la seva autobiografia, les imatges preliminars de Wilkins havien insinuat que podria ser helicoidal. John Desmond Bernal ha anomenat les imatges de difracció de raigs X, inclosa la fita Foto 51 feta per l'estudiant de Gosling, Franklin; com «una de les fotografies de raigs X més belles de qualsevol substància presa mai».
A finals de 1951, a King's va ser generalment acceptat que la forma B d'ADN era una hèlix, però després que ella hagués gravat una imatge asimètrica el maig de 1952, Franklin no es va convèncer que la forma A d'ADN fos una hèlix. El juliol de 1952, com una broma pràctica sobre Wilkins (que sovint expressava la seva opinió que les dues formes d'ADN eren helicoidals), Franklin i Gosling van produir un avís funerari lamentant la «mort» de l'ADN helicoïdal cristal·lí (ADN-A). Durant 1952, van treballar per aplicar la funció de Patterson a les imatges de raigs X de l'ADN que havien produït. Es tractava d'un enfocament llarg i intensiu en mà d'obra, però que aportaria una visió significativa de l'estructura de la molècula.

### Birkbeck College
Franklin va deixar el King's College de Londres a mitjans de març de 1953 per al Birkbeck College, en un moviment que havia estat planejat durant algun temps i que va descriure (en una carta a Adrienne Weill a París) com «movent d'un palau als barris pobres… però agradable de tots els mateixos». Va ser contractada pel president del departament de física John Desmond Bernal, un cristal·lògraf que era comunista, conegut per promoure dones cristal·lògrafes. Els seus nous laboratoris van ser allotjats a la plaça Torrington, una de les dues cases georgianes dilapidades i encampades que contenien diversos departaments diferents; Franklin sovint va portar Bernal a la tasca sobre les actituds descurades d'alguns dels altres empleats del laboratori, especialment després que els treballadors del departament de farmàcia inundessin el seu laboratori de primer pis amb aigua en una ocasió.
Malgrat les paraules de Bernal per aturar el seu interès pels àcids nucleics, va ajudar Gosling a acabar la seva tesi, tot i que ja no era la seva supervisora oficial. Junts van publicar la primera evidència de doble hèlix en una forma d'ADN en l'edició del 25 de juliol de Nature. A la fi de 1954, Bernal va assegurar el finançament de Franklin del Consell d'Investigació Agrícola (ARC), que li va permetre treballar com a científica sènior supervisant el seu propi grup d'investigació. John Finch, un estudiant de física del King's College de Londres, posteriorment es va unir al grup de Franklin, seguit per Kenneth Holmes, un graduat de Cambridge, el juliol de 1955. Malgrat el finançament de l'ARC, Franklin va escriure a Bernal que les instal·lacions existents eren molt inadequades per dur a terme la investigació «... el meu escriptori i el laboratori són al quart pis, el meu tub de raigs X al soterrani, i sóc responsable del treball de quatre persones distribuïdes pel soterrani, primer i segon pis en dues escales diferents.

#### Recerca d'ARN
Franklin va continuar explorant un altre important àcid nucleic, l'ARN, una molècula igualment central a la vida com a ADN. Va tornar a utilitzar la cristal·lografia de raigs X per estudiar l'estructura del virus del mosaic del tabac (TMV), un virus d'ARN. La seva trobada amb Aaron Klug a principis de 1954 va portar a una col·laboració llarga i reeixida. Klug havia obtingut el seu doctorat al Trinity College, Cambridge, i es va unir a Birkbeck a finals de 1953. El 1955, Franklin va publicar les seves primeres grans obres sobre TMV a Nature, on va descriure que totes les partícules del virus TMV eren de la mateixa longitud. Això era en contradicció directa amb les idees de l'eminent viròleg Norman Pirie, encara que la seva observació en última instància va ser correcta.
Franklin va assignar l'estudi de l'estructura completa de TMV al seu estudiant de doctorat Holmes. Aviat van descobrir (publicat el 1956) que la coberta de TMV era molècules proteiques disposades en hèlixs. El seu col·lega Klug va treballar en virus esfèrics amb el seu estudiant Finch, amb Franklin coordinant i supervisant l'obra. Com a equip, a partir de 1956 van començar a publicar obres seminals sobre el TMV, virus cogombre 4 i virus de mosaic groc nap.
Franklin també tenia un assistent d'investigació (James Watt, subvencionat per la National Coal Board) i ara era el líder del grup ARC a Birkbeck. Els membres de l'equip de Birkbeck van continuar treballant en els virus de l'ARN que afectaven diverses plantes, incloses la patata, el nap, el tomàquet i el pèsol. L'any 1955 es va unir a l'equip un estudiant postdoctoral nord-americà, Donald Caspar. Va treballar en la localització exacta de les molècules d'ARN al TMV. El 1956, ell i Franklin van publicar articles individuals però complementaris a l'edició del 10 de març de Nature, en què demostraven que l'ARN del TMV s'enrotlla al llarg de la superfície interna del virus buit. Caspar no era un escriptor entusiasta i Franklin va haver d'escriure-li l'obra sencera.
El 1957 la seva beca d'investigació d'ARC va caducar i se li va concedir una pròrroga d'un any que va acabar el març de 1958.
L'Expo 58, la primera gran fira internacional després de la Segona Guerra Mundial, es va celebrar a Brussel·les el 1958. Franklin va ser convidada a fabricar un model de TMV de cinc peus d'alt (1.5m aprox.), que va començar el 1957. Els seus materials van incloure pilotes de tenis de taula i mànecs de plàstics de bicicletes. La fira mundial de Brussel·les, amb una mostra del seu model de virus al Pavelló Internacional de les Ciències, es va inaugurar el 17 d'abril, un dia després de la seva mort.

#### Virus de la poliomielitis
El 1956, Franklin va visitar la Universitat de Califòrnia, Berkeley, on els seus col·legues havien suggerit que el seu grup investigués el virus de la poliomielitis. El 1957 va sol·licitar una subvenció al Servei de Salut Pública dels Estats Units dels Instituts Nacionals de Salut, que va aprovar 10.000 lliures esterlines durant tres anys, el fons més gran que s’ha rebut mai a Birkbeck. En la seva sol·licitud de subvenció, Franklin va esmentar el seu nou interès en la investigació de virus animals. Va obtenir el consentiment de Bernal el juliol de 1957, tot i que es van plantejar serioses preocupacions després de revelar les seves intencions d'investigar en animals vius en comptes de morts. Finalment, Bernal va organitzar la conservació del virus a la London School of Hygiene and Tropical Medicine durant la investigació del grup. Amb el seu grup, Franklin va començar a desxifrar l'estructura del virus de la poliomielitis mentre es trobava en un estat cristal·lí. Va intentar muntar els cristalls del virus en tubs capil·lars per a estudis de raigs X, però es va veure obligada a acabar el seu treball a causa de la seva salut.
Després de la mort de Franklin, Klug la va succeir com a líder del grup, i ell, Finch i Holmes van continuar investigant l'estructura del virus de la poliomielitis. Finalment, van obtenir-ne imatges de raigs X extremadament detallades. Al juny de 1959, Klug i Finch van publicar les troballes del grup, i hi van revelar que el virus de la poliomielitis tenia simetria icosaèdrica i, en el mateix article, van suggerir la possibilitat que tots els virus esfèrics tinguessin la mateixa simetria, ja que permetia el nombre més gran possible (60) d'unitats estructurals idèntiques. L'equip es va traslladar al Laboratori de Biologia Molecular de Cambridge el 1962, i els antics laboratoris de Torrington Square van ser enderrocats quatre anys després, el maig de 1966.

## Controvèrsies pòstumes
Diverses controvèrsies al voltant de Rosalind Franklin van sortir a la llum després de la seva mort.

### Presumpte sexisme cap a Franklin
Anne Sayre, amiga de Franklin i una de les seves biògrafes, diu en el seu llibre de 1975, Rosalind Franklin and DNA: «El 1951… King 's College London com a institució, no es va distingir per la benvinguda que oferia a les dones… Rosalind… no estava acostumada a purdah [una institució religiosa i social de reclusió femenina]… hi havia una altra científica en el personal de laboratori «. El biòleg molecular Andrzej Stasiak assenyala: «El llibre de Sayre va ser àmpliament citat en els cercles feministes per exposar el sexisme desenfrenat en la ciència». Farooq Hussain diu: «hi havia set dones al departament de biofísica… Jean Hanson es va convertir en FRS, Dame Honor B. Fell,., Director de Laboratori Strangeways, va supervisar als biòlegs». Maddox afirma: «Randall... tenia moltes dones en el seu personal… el van trobar… comprensiu i servicial».
Sayre diu que «mentre que el personal masculí de Kings esmorzava en un menjador ampli, còmode i bastant semblant a un club», el personal femení de tots els rangs «esmorzava a la sala d'estudiants o fora de les instal·lacions». No obstant això, Elkin afirma que la majoria del grup de MRC (inclòs Franklin) típicament esmorzaven junts al menjador mixt que es comenta a continuació. Maddox diu, de Randall: «Li agradava veure el seu ramat, homes i dones, reunir-se per prendre el cafè del matí i dinar al menjador comú, on menjava amb ells gairebé cada dia». Francis Crick també va comentar que «els seus col·legues tractaven a homes i dones científics per igual».
Sayre també analitza extensament la lluita de Franklin en la recerca científica, en particular la preocupació del seu pare per les dones en les professions acadèmiques. Aquest relat havia donat lloc a acusacions de sexisme pel que fa a l'actitud d'Ellis Franklin cap a la seva filla. Una gran quantitat d'informació afirma explícitament que ell es va oposar fermament a que ingressés a Newnham College. La biografia de Franklin de l'Public Broadcasting Service (PBS) va més enllà, afirmant que ell es va negar a pagar-li els honoraris i que una tia va intervenir per fer-ho per ella. La seva germana, Jenifer Glynn, ha declarat que aquestes històries són mites i que els seus pares van donar suport durant tota la carrera de Franklin.
Es diu que el sexisme impregna les memòries d'un col·lega, James Watson, en el seu llibre The Double Helix, publicat deu anys després de la mort de Franklin i després que Watson tornés de Cambridge a Harvard. El seu col·lega de Cambridge, Peter Pauling, va escriure en una carta: «Se suposa que Morris Wilkins fa aquesta feina, la senyoreta Franklin és evidentment una ximple». Crick reconeix més tard: «Em temo que sempre solíem adoptar, diguem, una actitud condescendent cap a ella».
Glynn acusa Sayre de convertir erròniament la seva germana en una heroïna feminista, i veu La doble hèlix de Watson com l'arrel del que ella anomena la «indústria rosalinda». Conjectura que les històries de suposat sexisme «l'haurien avergonyit [Rosalind Franklin] gairebé tant com el relat de Watson l'hauria molestat», i va declarar que «[Rosalind] mai va ser feminista». Klug i Crick també han coincidit que Franklin definitivament no era feminista.
La carta de Franklin als seus pares el gener de 1939 sovint es considera que reflecteix la seva pròpia actitud prejudicis i l'afirmació que «no era immune al sexisme desenfrenat en aquests cercles». A la carta, va comentar que una professora era «molt bona, tot i que femenina». Maddox sosté que va ser un comentari circumstancial més que un exemple de biaix de gènere, i que va ser una expressió d'admiració perquè, en aquest moment, les professores de ciències eren una raresa. De fet, diu Maddox, Franklin va riure dels homes que estaven avergonyits pel nomenament de la primera professora, Dorothy Garrod.

### Contribució al model / estructura de l'ADN
Les primeres contribucions importants de Rosalind Franklin el model popularitzat per Crick i Watson va ser la seva conferència al seminari de novembre de 1951, on va presentar als presents, entre ells Watson, les dues formes de la molècula, tipus A i tipus B, sent la seva posició que les unitats de fosfat es troben a la part externa de la molècula. També va especificar la quantitat d'aigua que es troba a la molècula d'acord amb altres parts d'aquesta, dades que tenen una importància considerable en termes d'estabilitat de la molècula. Franklin va ser la primera en descobrir i formular aquests fets, que de fet van constituir la base de tots els intents posteriors de construir un model de la molècula. No obstant això, Watson, en aquest moment ignorant de la química, no va poder comprendre la informació crucial, i això va portar a la construcció d'un model incorrecte.
L'altra contribució va incloure una fotografia de raigs X de B-DNA (anomenada Foto 51) presa per l'estudiant de Franklin, Gosling, que Wilkins va mostrar breument a Watson al gener de 1953, i un informe escrit per a una Visita del comitè de biofísica de l' MRC a King 's el desembre de 1952 que Perutz va mostrar en el Laboratori Cavendish a Crick i Watson. Aquest informe del MRC contenia dades del grup de King, inclòs part de la feina de Franklin i Gosling, i va ser lliurat a Crick, que estava treballant en la seva tesi sobre l'estructura de l'hemoglobina, pel seu supervisor de tesi Perutz, un membre del comitè visitant.
La biografia de Sayre sobre Franklin conté una història que al·lega que la fotografia 51 en qüestió va ser mostrada a Watson per Wilkins sense el permís de Franklin, i que això va constituir un cas de mala ètica científica. Altres qüestionen aquesta història, afirmant que Wilkins va rebre la fotografia 51 del Ph.D. de Franklin. Estudiant Gosling perquè deixava King 's per treballar en Birkbeck, i suposadament no hi va haver res desfavorable en aquesta transferència de dades a Wilkins perquè el director Randall havia insistit que tota la feina d'ADN pertanyia exclusivament a King' si havia instruït a Franklin en una carta fins i tot per deixar de treballar-hi i enviar les seves dades. A més, Horace Freeland Judson va donar a entendre que Maurice Wilkins havia tret la fotografia del calaix de Franklin, però també es diu que això és incorrecte.
De la mateixa manera, Perutz no va veure «cap dany» en mostrar un informe de l'MRC que contenia les conclusions de l'anàlisi de dades de raigs X de Franklin i Gosling a Crick, ja que no havia estat marcat com a confidencial, tot i que «no s'esperava que l'informe arribés a ulls externs «. De fet, després de la publicació de La doble hèlix de Watson va exposar l'acte de Perutz, va rebre tantes cartes qüestionant la seva opinió que va sentir la necessitat tant de respondre-les a totes com de publicar una declaració general a Science disculpant sobre el base de ser «inexpert i casual en assumptes administratius «.
Perutz també va afirmar que la informació de l'MRC ja estava disponible per a l'equip de Cambridge quan Watson va assistir al seminari de Franklin al novembre de 1951. Franklin va presentar una versió preliminar de gran part del material important contingut en l'informe de l'MRC de desembre de 1952 a una xerrada que ella havia donat al novembre de 1951, a què Watson va assistir però no va entendre.
La carta de Perutz va ser com es va dir una de les tres cartes, publicades amb cartes de Wilkins i Watson, que discutien les seves diverses contribucions. Watson va aclarir la importància de les dades obtingudes de l'informe de l'MRC, ja que no havia registrat aquestes dades mentre assistia a la conferència de Franklin el 1951. El resultat de tot això va ser que quan Crick i Watson van començar a construir el seu model al febrer de 1953 estaven treballant amb crítiques paràmetres que havien estat determinats per Franklin el 1951, i que ella i Gosling havien refinat significativament el 1952, així com amb dades publicades i altres dades molt similars als disponibles a King 's. En general, es creia que Franklin mai va saber que el seu treball havia estat utilitzat durant la construcció del model, però Gosling va afirmar en la seva entrevista de 2013 que, «Sí. Oh, ella sí que ho sabia"

### Reconeixement de la seva contribució al model d'ADN
En acabar el seu model, Crick i Watson havien convidat a Wilkins a ser coautor del seu treball que descrivia l'estructura. Wilkins va rebutjar aquesta oferta, ja que no havia participat en la construcció del model. Més tard, va expressar el seu pesar perquè no s'hagués tingut més discussió sobre la coautoria, ja que això podria haver ajudat a aclarir la contribució que el treball de King's havia fet al descobriment. No hi ha dubte que les dades experimentals de Franklin van ser utilitzades per Crick i Watson per construir el seu model d'ADN el 1953. Alguns, inclòs Maddox, han explicat aquesta omissió de la cita suggerint que podria ser una qüestió de circumstàncies, perquè hauria estat molt difícil de citar l'obra inèdita de l'informe de MRC que havien vist.
De fet, un clar reconeixement oportú hauria estat incòmode, atesa la forma poc ortodoxa en què es van transferir les dades de King's a Cambridge. Tot i això, hi havia mètodes disponibles. Watson i Crick podrien haver citat l'informe de MRC com a comunicació personal o bé citar els articles d'Acta a la premsa, o més fàcilment, el tercer document de Nature que sabien que era a la premsa. Un dels èxits més importants de l'aclamada biografia de Maddox és que Maddox va presentar un cas ben rebut per un reconeixement inadequat. «El reconeixement que li van donar va ser molt apagat i sempre es va combinar amb el nom de Wilkins».
Quinze anys després del fet, el primer recitat clar de la contribució de Franklin va aparèixer perquè impregnava el relat de Watson, The Double Helix, tot i que va ser enterrat sota les descripcions de la consideració de Watson (sovint força negativa) cap a Franklin durant el període del seu treball sobre l'ADN. Aquesta actitud es caracteritza per l'enfrontament entre Watson i Franklin per una preimpressió del manuscrit d'ADN equivocat de Pauling. Les paraules de Watson van impulsar Sayre a escriure la seva refutació, en què tot el capítol nou, «Winner Take All», té l'estructura d'un escrit legal que dissecciona i analitza el tema del reconeixement.
Les primeres anàlisis de Sayre sovint s’ignoraven a causa de les percepcions feministes del seu llibre. Watson i Crick no van citar el treball de difracció de raigs X de Wilkins i Franklin en el seu article original, tot i que admeten haver estat «estimulats pel coneixement de la naturalesa general dels resultats i idees experimentals inèdits del Dr. MHF Wilkins, Dr. RE Franklin i els seus companys de feina al King's College de Londres «. De fet, Watson i Crick no van citar cap dada experimental en suport del seu model. La publicació de Franklin i Gosling de la imatge de raigs X d'ADN, al mateix número de Nature, va servir com a prova principal:

### Premi Nobel
Franklin mai va ser nominada al premi Nobel. El seu treball va ser una part crucial en el descobriment de l'estructura de l'ADN, que juntament amb els treballs posteriors relacionats van fer que Francis Crick, James Watson i Maurice Wilkins fossin guardonats amb el premi Nobel el 1962. Havia mort el 1958 i durant la seva vida no es va considerar que l'estructura de l'ADN estigués completament demostrada. Wilkins i els seus col·legues van trigar uns set anys a recopilar prou dades per demostrar i perfeccionar l'estructura d'ADN proposada. A més, no es va establir la seva importància biològica, tal com van proposar Watson i Crick. L'acceptació general de la doble hèlix d'ADN i la seva funció no van començar fins a finals dels anys 50, cosa que la va conduir a les nominacions al Nobel el 1960, 1961 i 1962 al Premi Nobel de Fisiologia o Medicina i el 1962 al Premi Nobel de Química. El primer avanç va ser de Matthew Meselson i Franklin Stahl el 1958, que van demostrar experimentalment la replicació de l'ADN d'un bacteri Escherichia coli. En el que ara es coneix com a experiment de Meselson-Stahl, es va trobar que l'ADN es replicava en dues hèlixs de doble cadena, tenint cada hèlix una de les cadenes d'ADN originals. Aquesta replicació de l'ADN es va establir fermament el 1961 després d'una nova demostració en altres espècies i de la reacció química per etapes. Segons la carta de Crick a Monod de 1961, aquesta prova experimental, juntament amb el fet que Wilkins havia iniciat el treball de difracció de l'ADN, van ser els motius pels quals Crick va considerar que Wilkins hauria d'incloure's en el Premi Nobel d'ADN.
El 1962 es va atorgar posteriorment el premi Nobel a Crick, Watson i Wilkins. Les normes Nobel ara prohibeixen les nominacions pòstumes (tot i que aquest estatut no va estar formalment en vigor fins al 1974) o la divisió de premis de més de tres maneres. El premi va ser pel seu treball sobre àcids nucleics i no exclusivament pel descobriment de l'estructura de l'ADN. En el moment del guardó, Wilkins ja treballava en l'estructura de l'ADN durant més de deu anys i havia fet molt per confirmar el model de Watson-Crick. Crick havia estat treballant en el codi genètic a Cambridge i Watson havia treballat amb ARN durant alguns anys. Watson ha suggerit que idealment Wilkins i Franklin haurien estat guardonats amb el Premi Nobel de Química.
Aaron Klug, company de Franklin i principal beneficiari del testament, va ser l'únic guanyador del Premi Nobel de Química de 1982, «pel seu desenvolupament de microscòpia electrònica cristal·logràfica i la seva dilucidació estructural de complexos àcid nucleic-proteïna biològicament importants». Aquest treball va ser exactament el que Franklin havia començat i que va presentar a Klug, i és molt plausible que, si estigués viva, hagués compartit el premi Nobel.